# رفلکس‌های نوزادی
رفلکس‌های نوزادی یا رفلکس‌های بدوی، گروهی از پاسخ‌های خودبه‌خودی عصبی-عضلانی ساده و کلیشه‌ای هستند که در جنین رسیده یا نوزادان طبیعی وجود دارد ولی در افراد بزرگسال وجود ندارد و در صورت وجود غیرطبیعی هستند. این رفلکس‌ها در بدو تولد وجود دارند و به تدریج در طی سال اول زندگی مهار می‌شوند. این رفلکس‌ها توسط ساقه مغز کنترل می‌شوند.

## رفلکس‌های نوزادی
انواع رفلکس و واکنش‌های یک نوزاد در بدو تولدش به شرح زیر است:
- رفلکس استارتل (مورو): این رفلکس در بدو تولد وجود دارد و معمولاً در ۴–۳ ماهگی قطع می‌شود. در این رفلکس نوزاد در صورت مواجهه با یک استرس ناگهانی محیطی همچون صدا، سر و پاها را باز می‌کند و بازوها را به بالا و بیرون برده و انگشتان دست را باز می‌کند.

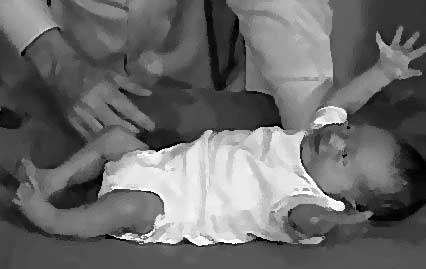
Moro reflex

- بازتاب دهان‌گَردی[۱] (rooting reflex): واکنش ناحیهٔ دهانی نوزاد بر اثر تماس با یک شیء که به‌صورت حرکت به‌سمت شیء و باز کردن دهان برای خوردن غذا است. نوزاد سر را به سمت چیزی که گونه‌اش را لمس کند می‌برد. این رفلکس در شیردهی به نوزاد کمک می‌کند تا چهار ماهگی که با حرکت اختیاری سر جایگزین می‌شود.
- رفلکس مکیدن: بخشی از فرایند شیردهی است که با تماس با سقف دهان نوزاد تحریک به مکیدن می‌شود.
- رفلکس تونیک گردن
- رفلکس چنگ‌زنی کف دست (Palmar Grasp)
- رفلکس پلنتار
- رفلکس گالانت
- رفلکس راه رفتن
- رفلکس شنا